# Safura Ibrahimova
Pour les articles homonymes, voir Ibrahimov.
Safoura Ibrahimova (en azéri : Safurə Ağababa qızı İbrahimova), née le 27 décembre 1938 à Bakou et morte le 21 décembre 2020 dans la même ville, est une comédienne et une actrice azérie.

## Biographie
En 1960, Safoura Ibrahimova commence ses études à la faculté de théâtre et de cinéma de l'Institut national du théâtre d'Azerbaïdjan. Après avoir créé une série de personnages sur la scène, l’actrice-étudiante est admise au Théâtre national académique dramatique azerbaïdjanais. Elle joue dans des dizaines de films et de représentations théâtrales.
L'actrice continue son succès scénique au cinéma. Elle gagne la sympathie du public avec ses rôles mémorables[non neutre].
Safoura Ibrahimova apparaît devant les habitants de la capitale en tant que première Jeune fille de printemps (Bahar guizi) aux festivités de Novruz, qui ont été autorisées à se tenir à nouveau en 1967 et dont l'initiateur est Chikhali Gourbanov[réf. nécessaire]. 
L'artiste, dont les réalisations créatives sont très appréciées[Par qui ?], reçoit le prix d'État de la RSS d'Azerbaïdjan en 1984 et le titre honorifique d'« Artiste du peuple » en 2002. Elle reçoit la retraite personnel du Président depuis 2003[réf. nécessaire].

## Théâtre
- ? : Notre rue : Asya
- ? : Prince de Huseyn Djavid : Jasmine
- ? : Tamara : Vagif[Quoi ?] de Samed Vurgun : Gulnar
- ? : Le livre de ma mère : Zahrabeyim
- ? : Les morts de Jalil Mammadkulizade : Nazli
- ? : Hamlet de William Shakespeare : Ophelia
- ? : Un mort vivant de Léon Tolstoï : Sasha
- ? : Sevil de Jalil Mammadkulizade : Sevil
- ? : Aliqulu se marie de Sabit Rahman : Goumral
- ? : ? de Nodar Doumbadze : Daduno
- ? : Les fous de Lope de Vega : Fernando
- ? : Ne t’ennuie pas, maman d'Anar Rzayev : Balakhanim

## Filmographie
- 1961 : Bizim Jabish muəllim (Notre prof Djabich) : Asya
- 1965 : Arshin mal alan : Telli
- 1970 : Sevil : Dilbar
- 1970 : O qizi tapin (Trouver cette jeune fille) : Xalida
- 1975 : Alma almaya bənzər : Madina
- 1975 : Tütak säsi (Le son de la flute) : ?
- 1976 : Därvis Parisi partladir  : Senem
- 1978 : Qaynana (Belle-mère) : Sadaqat
- 1990 : Taxribat : ?

## Distinctions
- Artiste émérite de la RSS d'Azerbaïdjan en 1974
- Prix d'État de la RSS d'Azerbaïdjan en 1984
- Prix du président de la république d'Azerbaïdjan 2e degré en 2002
- Artiste du peuple de la république d'Azerbaïdjan[Quand ?]
- Bourse individuelle de président de la république d'Azerbaïdjan en 2003